# Bulbasaur
Bulbasaur (japanski: フシギダネ Fushigidane) jedan je od 1025 fiktivnih vrsta Pokémona iz medijske franšize Pokémon, skupa Pokémon videoigara, animiranih serija, manga stripova, knjiga, igraćih karata i drugih medija kojima je tvorac Satoshi Tajiri. Svrha je Bulbasaura u videoigrama, animiranoj seriji i manga stripovima, kao i svrha ostalih Pokémona, borba s divljim Pokémonima – neukroćenim stvorenjima koje igrači i likovi pronalaze dok kreću na razne avanture – i pripitomljenim Pokémonima drugih Pokémon trenera.

## Etimologijaimena
Ime Bulbasaur dolazi od riječi "bulb", što na engleskom znači gomolj (odnoseći se na onu na njegovim leđima), i grčke riječi "sauros" = gušter. 
Japansko je ime Bulbasaura Fushigidane, složenica japanskih riječi "fushigi" = tajanstven, i "tane" = sjemenka.

## Pokédex podaci
- Red/Blue: Neobična sjemenka usađena je na njegova leđa pri rođenju. Biljka cvjeta i raste zajedno s ovim Pokémonom.
- Yellow: Ovaj Pokémon može preživjeti bez hranjivih tvari i po nekoliko dana. Pohranjuje energiju u sjemenki na njegovim leđima.
- Stadium: Kesica koja nalikuje na gomolj na njegovim leđima raste kako on stari. Kesica je puna brojnih sjemenki.
- Gold: Sjemenka na njegovim leđima puna je hranjivih tvari. Sjemenka postupno raste sve veća kako raste i njegovo tijelo.
- Silver: Na leđima nosi sjemenku od svoga rođenja. Kako postaje stariji, sjemenka također raste.
- Crystal: Dok je mlad, koristi hranjive tvari pohranjene unutar sjemenke na njegovim leđima koje koristi za rast i razvoj.
- Stadium 2: Sjemenka na njegovim leđima puna je hranjivih tvari. Sjemenka postupno raste sve veća kako raste i njegovo tijelo.
- Ruby/Sapphire: Ovaj se Pokémon izležava tijekom dana, kupajući se u sunčevoj svjetlosti. Na njegovim leđima nalazi se sjemenka. Upijajući sunčeve zrake, sjemenka postupno  raste sve veća.
- Emerald: Ovaj se Pokémon izležava tijekom dana, kupajući se u sunčevoj svjetlosti. Na njegovim leđima nalazi se sjemenka. Upijajući sunčeve zrake, sjemenka postupno raste sve veća.
- FireRed: Na njegovim leđima nalazi se sjemenka od samog rođenja ovog Pokémona. Sjemenka polako raste sve veća.
- LeafGreen: Neobična sjemenka usađena je na njegova leđa pri rođenju. Biljka cvjeta i raste zajedno s ovim Pokémonom.
- Diamond/Pearl: Neko vrijeme nakon rođenja, raste dobivanjem hranjivih tvari iz sjemenke na svojim leđima.
- Platinum: Neko vrijeme nakon rođenja, raste dobivanjem hranjivih tvari iz sjemenke na svojim leđima.
- HeartGold: Sjemenka na njegovim leđima puna je hranjivih tvari. Sjemenka postupno raste sve veća kako raste i njegovo tijelo.
- SoulSilver: Na leđima nosi sjemenku od svoga rođenja. Kako postaje stariji, sjemenka također raste.
- Black/White: Neko vrijeme nakon rođenja, raste dobivanjem hrane iz sjemenke na svojim leđima.
- Black2/White2: Neko vrijeme nakon rođenja, raste dobivanjem hrane iz sjemenke na svojim leđima.
- X: Neobična sjemenka usađena je na njegova leđa pri rođenju. Biljka cvjeta i raste zajedno s ovim Pokémonom.
- Y: Neko vrijeme nakon rođenja, raste dobivanjem hrane iz sjemenke na svojim leđima.
- Alpha Sapphire/Omega Ruby: Ovaj se Pokémon izležava tijekom dana, kupajući se u sunčevoj svjetlosti. Na njegovim leđima nalazi se sjemenka. Upijajući sunčeve zrake, sjemenka postupno raste sve veća.

## U videoigrama
U igrama Pokémon Red/Blue, Bulbasaur je jedan od početnih Pokémona, tj. jedan od Pokémona s kojim igrač započinje igru. Poké lopta koja sadržava Bulbasaura (jedinog u ovoj igri) nalazi se u laboratoriju profesora Oaka u gradu Palletu. Ako igrač odabere Bulbasaura, njegov će protivnik odabrati Charmandera. Bulbasaur će biti na 5. razini, što je slučaj s gotovo svim početnim Pokémonima
U igri Pokémon Yellow, Bulbasaura je moguće dobiti u gradu Ceruleanu. Djevojka u kući nadomak Pokémon centru dat će igraču Bulbasaura ako igračev Pikachu bude dobre volje. U ovog igri igrač može dobiti i druga dva početna Pokémona, Charmandera i Squirtlea, pričajući s određenim likovima unutar igre. Bulbasaur dobiven u gradu Ceruleanu bit će na 10. razini.
U igrama FireRed/LeafGreen, Bulbasaura je moguće pronaći (kao u igrama Pokémon Red i Blue) unutar laboratorija profesora Oaka, kao jednog od ponuđenih početnih Pokémona.
Bulbasaur je često smatran najboljim izborom početnog Pokémona zbog njegove prednosti nad prve dvije dvorane (Brockovih Kamenih/ Zemljanih Pokémona i Mistyinih Vodenih Pokémona) te otpornosti prema Električnim Pokémonima poručnika Surgea. Službeni vodič same igre preporučuje novim igračima započinjanje igre s Bulbasaurom zbog njegove učinkovitosti protiv nekoliko Vođa dvorana.
Bulbasaur je dostupan u igrama PokémonGold/Silver kroz korištenje Vremenske kapsule (potreban link).
U Pokémon HeartGold/SoulSilver igrač može, nakon što pobijedi Reda na Mt. Silver, od profesora Oaka dobiti jednog od početnih Pokémona iz Kanto regije, uključujući i Bulbasaura.
U Pokémon Diamond/Pearl i Pokémon Platinum, Bulbasaur može biti nađen u Pal parku (potreban link) nakon što igrač dobije sve Pokémone dostupne u Sinnoh regiji.
U Pokémon X/Y, Bulbasaur i ostala dva početna Pokémona Kanto regije opet su na raspolaganju. Igraču će odabir ponuditi profesor Sycamore nakon što ga igrač pobijedi u njegovu labaratoriju u Lumiose gradu.
U Pokémon Ultra Sun/Ultra Moon, moguće je naći divljeg Bulbasaura korištenjem Skena otoka.
U svim ostalim jezgrenim Pokémon igrama, tj. onima u kojima je cilj igre pobijediti ligu i postati šampion, Bulbasaura je moguće dobiti jedino razmjenom i na događajima.

## Tehnike
| Prirodne tehnike                 | Prirodne tehnike | Prirodne tehnike |
| -------------------------------- | ---------------- | ---------------- |
| Tehnika                          | Vrsta tehnike    | Razina           |
| Obaranje (Tackle)                | Normalni         |                  |
| Režanje (Growl)                  | Normalni         | 4                |
| Zametak pijavice (Leech Seed)    | Travnati         | 7                |
| Šibanje viticom (Vine Whip)      | Travnati         | 9                |
| Otrovni prah (PoisonPowder)      | Otrovni          | 13               |
| Uspavljujući prah (Sleep Powder) | Travnati         | 13               |
| Rušenje (Take Down)              | Normalni         | 15               |
| Oštrica lista (Razor Leaf)       | Travnati         | 19               |
| Slatki miris (Sweet Scent)       | Normalni         | 21               |
| Rast (Growth)                    | Normalni         | 25               |
| Dvostruka oštrica (Double-Edge)  | Normalni         | 27               |
| Sjemenka brige (Worry Seed)      | Travnati         | 31               |
| Sinteza (Synthesis)              | Travnati         | 33               |
| Zrnata bomba (Seed Bomb)         | Travnati         | 37               |

## Statistike
| HP:      | 45 |  |
| Attack:  | 49 |  |
| Defense: | 49 |  |
| Special: | 65 |  |
| SpAtk:   | 65 |  |
| SpDef:   | 65 |  |
| Speed:   | 45 |  |

Statistika Special korištena je samo tijekom prve generacije; kasnije je podijeljenja na Special Attack i Special Defense statistike.

## U animiranoj seriji
Bulbasaur se prvi puta pojavio u epizodi Bulbasaur and the Hidden Village, tijekom koje Misty nailazi na Oddisha i pokušava ga uhvatiti, što joj onemogući jedan Bulbasaur. Ash ga pokušava uhvatiti, no Bulbasaur pobjegne. Na kraju epizode, tri prijatelja nailaze na kolibu u kojoj se djevojka Melanie brine za napuštene Pokémone. Nakon što Ash svrgne plan Tima Raketa koji pokušaju oteti Pokémone, Bulbasaur počinje vjerovati Ashu i odluči nastaviti putovanje s njim, pod uvjetom da ga Ash pobijedi. Uz pomoć Pikachua, Ash hvata Bulbasaura. U epizodi Bulbasaur's Mysterious Garden, Ashov Bulbasaur donosi odluku kako se neće razviti u svoj viši stupanj. U epizodi Bulbasaur... The Ambassador!, Ash ga šalje u laboratorij profesora Oaka.
U trećoj generaciji Pokémona, tijekom epizode Grass Hysteria!, May hvata još jedan primjerak Bulbasaura, koji je u jednom periodu povjerila profesoru Oaku. Mayin je Bulbasaur ženka, posvjedočeno uzorcima srca na njenom čelu.